# Tour Down Under 2023
De Tour Down Under 2023 werd verreden van 17 tot en met 22 januari in Australië. Het was de drieëntwintigste editie van deze meerdaagse etappekoers. De ronde was de eerste wedstrijd op de UCI World Tour 2023-kalender. De Australische titelhouder Richie Porte werd op de erelijst opgevolgd door zijn landgenoot Jay Vine.

## Deelnemende ploegen
De achttien UCI World Tour-teams van dit seizoen plus het Proteam van Israel-Premier Tech en Team UniSA-Australia, een nationale selectie, startten met zeven renners per team wat het deelnemersveld op 140 bracht.

## Etappe-overzicht
| Etappe  | Datum      | Start         | Finish            | Afstand  | Type                | Winnaar         | Klassementsleider |
| ------- | ---------- | ------------- | ----------------- | -------- | ------------------- | --------------- | ----------------- |
| Proloog | 17 januari | Adelaide      | Adelaide          | 5,5 km   | Individuele tijdrit | Alberto Bettiol | Alberto Bettiol   |
| 1e      | 18 januari | Tanunda       | Tanunda           | 149,9 km | Heuvelrit           | Phil Bauhaus    | Alberto Bettiol   |
| 2e      | 19 januari | Brighton      | Victor Harbor     | 154,8 km | Heuvelrit           | Rohan Dennis    | Rohan Dennis      |
| 3e      | 20 januari | Norwood       | Campbelltown      | 116,8 km | Heuvelrit           | Pello Bilbao    | Jay Vine          |
| 4e      | 21 januari | Port Willunga | Willunga Township | 133,2 km | Heuvelrit           | Bryan Coquard   | Jay Vine          |
| 5e      | 22 januari | Unley         | Mount Lofty       | 112,5 km | Heuvelrit           | Simon Yates     | Jay Vine          |

## Etappe-uitslagen

### Proloog
| Adelaide - Adelaide (5,5 km) |                  |                          |       |
| Plaats                       | Naam             | Ploeg                    | Tijd  |
| Winnaar                      | Alberto Bettiol  | EF Education-EasyPost    | 6'19" |
| 2                            | Magnus Sheffield | INEOS Grenadiers         | + 8"  |
| 3                            | Julius Johansen  | Intermarché-Circus-Wanty | + 10" |
| 4                            | Kaden Groves     | Alpecin-Deceuninck       | + 11" |
| 5                            | Samuel Gaze      | Alpecin-Deceuninck       | z.t.  |
| 6                            | Hugo Page        | Intermarché-Circus-Wanty | + 12" |
| 7                            | Marius Mayrhofer | Team DSM                 | + 13" |
| 8                            | Jannik Steimle   | Soudal-Quick Step        | z.t.  |
| 9                            | Jay Vine         | UAE Team Emirates        | + 14" |
| 10                           | Michael Matthews | Team Jayco AlUla         | z.t.  |
|                              |                  |                          |       |
| 34                           | Jos van Emden    | Team Jumbo-Visma         | + 25" |
| 35                           | Dries Devenyns   | Soudal-Quick Step        | z.t.  |

| Algemeen klassement |                  |                          |       |
| Plaats              | Naam             | Ploeg                    | Tijd  |
| Oranje trui         | Alberto Bettiol  | EF Education-EasyPost    | 6'19" |
| 2                   | Magnus Sheffield | INEOS Grenadiers         | + 8"  |
| 3                   | Julius Johansen  | Intermarché-Circus-Wanty | + 10" |
| 4                   | Kaden Groves     | Alpecin-Deceuninck       | + 11" |
| 5                   | Samuel Gaze      | Alpecin-Deceuninck       | z.t.  |
| 6                   | Hugo Page        | Intermarché-Circus-Wanty | + 12" |
| 7                   | Marius Mayrhofer | Team DSM                 | + 13" |
| 8                   | Jannik Steimle   | Soudal-Quick Step        | z.t.  |
| 9                   | Jay Vine         | UAE Team Emirates        | + 14" |
| 10                  | Michael Matthews | Team Jayco AlUla         | z.t.  |
|                     |                  |                          |       |
| 34                  | Jos van Emden    | Team Jumbo-Visma         | + 25" |
| 35                  | Dries Devenyns   | Soudal-Quick Step        | z.t.  |

### 1e etappe
| Tanunda - Tanunda (149,9 km) |                  |                          |          |
| Plaats                       | Naam             | Ploeg                    | Tijd     |
| Winnaar                      | Phil Bauhaus     | Bahrain Victorious       | 3u37'35" |
| 2                            | Caleb Ewan       | Team UniSA-Australia     | z.t.     |
| 3                            | Michael Matthews | Team Jayco AlUla         | z.t.     |
| 4                            | Alessandro Covi  | UAE Team Emirates        | z.t.     |
| 5                            | Paul Penhoët     | Groupama-FDJ             | z.t.     |
| 6                            | Emīls Liepiņš    | Trek-Segafredo           | z.t.     |
| 7                            | Hugo Page        | Intermarché-Circus-Wanty | z.t.     |
| 8                            | Hugo Hofstetter  | Arkéa Samsic             | z.t.     |
| 9                            | Taj Jones        | Israel-Premier Tech      | z.t.     |
| 10                           | Gerben Thijssen  | Intermarché-Circus-Wanty | z.t.     |
|                              |                  |                          |          |
| 13                           | Tim van Dijke    | Team Jumbo-Visma         | z.t.     |

| Algemeen klassement |                  |                          |          |
| Plaats              | Naam             | Ploeg                    | Tijd     |
| Oranje trui         | Alberto Bettiol  | EF Education-EasyPost    | 3u43'54" |
| 2                   | Michael Matthews | Team Jayco AlUla         | + 6"     |
| 3                   | Magnus Sheffield | INEOS Grenadiers         | + 8"     |
| 4                   | Julius Johansen  | Intermarché-Circus-Wanty | + 10"    |
| 5                   | Kaden Groves     | Alpecin-Deceuninck       | + 11"    |
| 6                   | Samuel Gaze      | Alpecin-Deceuninck       | z.t.     |
| 7                   | Hugo Page        | Intermarché-Circus-Wanty | + 12"    |
| 8                   | Marius Mayrhofer | Team DSM                 | + 13"    |
| 9                   | Corbin Strong    | Israel-Premier Tech      | z.t.     |
| 10                  | Jannik Steimle   | Soudal-Quick Step        | z.t.     |
|                     |                  |                          |          |
| 32                  | Jos van Emden    | Team Jumbo-Visma         | + 25"    |
| 33                  | Dries Devenyns   | Soudal-Quick Step        | z.t.     |

### 2e etappe
| Brighton - Victor Harbor (154,8 km) |                 |                     |          |
| Plaats                              | Naam            | Ploeg               | Tijd     |
| Winnaar                             | Rohan Dennis    | Team Jumbo-Visma    | 4u00'40" |
| 2                                   | Jay Vine        | UAE Team Emirates   | + 2"     |
| 3                                   | Mauro Schmid    | Soudal-Quick Step   | z.t.     |
| 4                                   | Simon Yates     | Team Jayco AlUla    | z.t.     |
| 5                                   | Jai Hindley     | BORA-hansgrohe      | + 5"     |
| 6                                   | Caleb Ewan      | UniSA-Australia     | + 11"    |
| 7                                   | Emīls Liepiņš   | Trek-Segafredo      | z.t.     |
| 8                                   | Corbin Strong   | Israel-Premier Tech | z.t.     |
| 9                                   | Kaden Groves    | Alpecin-Deceuninck  | z.t.     |
| 10                                  | Paul Penhoët    | Groupama-FDJ        | z.t.     |
|                                     |                 |                     |          |
| 25                                  | Stan Van Tricht | Soudal-Quick Step   | z.t.     |
| 37                                  | Milan Vader     | Team Jumbo-Visma    | z.t.     |

| Algemeen klassement |                  |                          |          |
| Plaats              | Naam             | Ploeg                    | Tijd     |
| Oranje trui         | Rohan Dennis     | Team Jumbo-Visma         | 7u44'41" |
| 2                   | Jay Vine         | UAE Team Emirates        | + 3"     |
| 3                   | Magnus Sheffield | INEOS Grenadiers         | + 12"    |
| 4                   | Mauro Schmid     | Soudal-Quick Step        | + 13"    |
| 5                   | Corbin Strong    | Israel-Premier Tech      | + 14"    |
| 6                   | Hugo Page        | Intermarché-Circus-Wanty | z.t.     |
| 7                   | Kaden Groves     | Alpecin-Deceuninck       | + 15"    |
| 8                   | Marius Mayrhofer | Team DSM                 | + 17"    |
| 9                   | Nikias Arndt     | Bahrain Victorious       | + 19"    |
| 10                  | Miles Scotson    | Groupama-FDJ             | + 20"    |
|                     |                  |                          |          |
| 22                  | Dries Devenyns   | Soudal-Quick Step        | + 29"    |
| 30                  | Milan Vader      | Team Jumbo-Visma         | + 34"    |

### 3e etappe
| Norwood - Campbelltown (116,8 km) |                    |                          |          |
| Plaats                            | Naam               | Ploeg                    | Tijd     |
| Winnaar                           | Peio Bilbao        | Bahrain Victorious       | 2u48'10" |
| 2                                 | Simon Yates        | Team Jayco AlUla         | z.t.     |
| 3                                 | Jay Vine           | UAE Team Emirates        | z.t.     |
| 4                                 | Michael Matthews   | Team Jayco AlUla         | + 28"    |
| 5                                 | Sven Erik Bystrøm  | Intermarché-Circus-Wanty | z.t.     |
| 6                                 | Natnael Tesfatsion | Trek-Segafredo           | z.t.     |
| 7                                 | Antonio Tiberi     | Trek-Segafredo           | z.t.     |
| 8                                 | Milan Vader        | Team Jumbo-Visma         | z.t.     |
| 9                                 | Ben O'Connor       | AG2R-Citroën             | z.t.     |
| 10                                | Ethan Hayter       | INEOS Grenadiers         | z.t.     |
|                                   |                    |                          |          |
| 28                                | Dries Devenyns     | Soudal-Quick Step        | + 32"    |

| Algemeen klassement |                   |                          |           |
| Plaats              | Naam              | Ploeg                    | Tijd      |
| Oranje trui         | Jay Vine          | UAE Team Emirates        | 10u32'50" |
| 2                   | Peio Bilbao       | Bahrain Victorious       | + 15"     |
| 3                   | Simon Yates       | Team Jayco AlUla         | + 16"     |
| 4                   | Magnus Sheffield  | INEOS Grenadiers         | + 45"     |
| 5                   | Mauro Schmid      | Soudal-Quick Step        | + 46"     |
| 6                   | Ethan Hayter      | INEOS Grenadiers         | + 50"     |
| 7                   | Sven Erik Bystrøm | Intermarché-Circus-Wanty | + 54"     |
| 8                   | Antonio Tiberi    | Trek-Segafredo           | + 58"     |
| 9                   | Ben O'Connor      | AG2R-Citroën             | + 1'00"   |
| 10                  | Gorka Izagirre    | Movistar Team            | + 1'01"   |
|                     |                   |                          |           |
| 14                  | Dries Devenyns    | Soudal-Quick Step        | + 1'02"   |
| 15                  | Milan Vader       | Team Jumbo-Visma         | + 1'03"   |

### 4e etappe
| Port Willunga - Willunga Township (133,2 km) |                  |                          |          |
| Plaats                                       | Naam             | Ploeg                    | Tijd     |
| Winnaar                                      | Bryan Coquard    | Cofidis                  | 2u53'41" |
| 2                                            | Alberto Bettiol  | EF Education-EasyPost    | z.t.     |
| 3                                            | Hugo Page        | Intermarché-Circus-Wanty | z.t.     |
| 4                                            | Paul Penhoët     | Groupama-FDJ             | z.t.     |
| 5                                            | Corbin Strong    | Israel-Premier Tech      | z.t.     |
| 6                                            | Michael Matthews | Team Jayco AlUla         | z.t.     |
| 7                                            | Dorian Godon     | AG2R-Citroën             | z.t.     |
| 8                                            | Marius Mayrhofer | Team DSM                 | z.t.     |
| 9                                            | Kim Heiduk       | INEOS Grenadiers         | z.t.     |
| 10                                           | Caleb Ewan       | UniSA-Australia          | z.t.     |
|                                              |                  |                          |          |
| 16                                           | Milan Vader      | Team Jumbo-Visma         | z.t.     |
| 42                                           | Jens Keukeleire  | EF Education-EasyPost    | + 23"    |

| Algemeen klassement |                   |                          |           |
| Plaats              | Naam              | Ploeg                    | Tijd      |
| Oranje trui         | Jay Vine          | UAE Team Emirates        | 13u26'31" |
| 2                   | Simon Yates       | Team Jayco AlUla         | + 15"     |
| 3                   | Peio Bilbao       | Bahrain Victorious       | z.t.      |
| 4                   | Magnus Sheffield  | INEOS Grenadiers         | + 45"     |
| 5                   | Mauro Schmid      | Soudal-Quick Step        | + 46"     |
| 6                   | Ethan Hayter      | INEOS Grenadiers         | + 50"     |
| 7                   | Sven Erik Bystrøm | Intermarché-Circus-Wanty | + 54"     |
| 8                   | Hugo Page         | Intermarché-Circus-Wanty | + 56"     |
| 9                   | Antonio Tiberi    | Trek-Segafredo           | + 58"     |
| 10                  | Ben O'Connor      | AG2R-Citroën             | + 1'00"   |
|                     |                   |                          |           |
| 14                  | Milan Vader       | Team Jumbo-Visma         | + 1'03"   |
| 38                  | Dries Devenyns    | Soudal-Quick Step        | + 5'16"   |

### 5e etappe
| Unley - Mount Lofty (112,5 km) |                   |                          |          |
| Plaats                         | Naam              | Ploeg                    | Tijd     |
| Winnaar                        | Simon Yates       | Team Jayco AlUla         | 2u41'16" |
| 2                              | Jay Vine          | UAE Team Emirates        | z.t.     |
| 3                              | Ben O'Connor      | AG2R-Citroën             | + 2"     |
| 4                              | Antonio Tiberi    | Trek-Segafredo           | + 3"     |
| 5                              | Sven Erik Bystrøm | Intermarché-Circus-Wanty | + 6"     |
| 6                              | Jai Hindley       | BORA-hansgrohe           | z.t.     |
| 7                              | Peio Bilbao       | Bahrain Victorious       | z.t.     |
| 8                              | Giovanni Aleotti  | BORA-hansgrohe           | z.t.     |
| 9                              | Magnus Sheffield  | INEOS Grenadiers         | z.t.     |
| 10                             | Mauro Schmid      | Soudal-Quick Step        | z.t.     |
|                                |                   |                          |          |
| 43                             | Milan Vader       | Team Jumbo-Visma         | + 1'37"  |
| 45                             | Dries Devenyns    | Soudal-Quick Step        | + 2'12"  |

## Klassementsleiders na elke etappe
| Etappe  | Winnaar         | Algemeen klassement · | Sprintklassement · | Bergklassement ·      | Jongerenklassement · | Ploegenklassement        | Strijdlust            |
| ------- | --------------- | --------------------- | ------------------ | --------------------- | -------------------- | ------------------------ | --------------------- |
| Proloog | Alberto Bettiol | Alberto Bettiol       | niet uitgereikt    | niet uitgereikt       | Magnus Sheffield     | Alpecin-Deceuninck       | niet uitgereikt       |
| 1       | Phil Bauhaus    | Alberto Bettiol       | Phil Bauhaus       | Luke Plapp            | Magnus Sheffield     | Intermarché-Circus-Wanty | Nans Peters           |
| 2       | Rohan Dennis    | Rohan Dennis          | Caleb Ewan         | Jay Vine              | Magnus Sheffield     | Alpecin-Deceuninck       | Manuele Boaro         |
| 3       | Pello Bilbao    | Jay Vine              | Michael Matthews   | Jay Vine              | Magnus Sheffield     | UAE Team Emirates        | Mikkel Frølich Honoré |
| 4       | Bryan Coquard   | Jay Vine              | Michael Matthews   | Mikkel Frølich Honoré | Magnus Sheffield     | UAE Team Emirates        |                       |
| 5       | Simon Yates     | Jay Vine              | Michael Matthews   | Mikkel Frølich Honoré | Magnus Sheffield     | UAE Team Emirates        |                       |

## Eindklassementen
| Algemeen klassement |                   |                          |           |
| Plaats              | Naam              | Ploeg                    | Tijd      |
| Oranje trui         | Jay Vine          | UAE Team Emirates        | 16u07'41" |
| 2                   | Simon Yates       | Team Jayco AlUla         | + 11"     |
| 3                   | Peio Bilbao       | Bahrain Victorious       | + 27"     |
| 4                   | Magnus Sheffield  | Trek-Segafredo           | + 57"     |
| 5                   | Mauro Schmid      | Soudal-Quick Step        | + 58"     |
| 6                   | Ben O'Connor      | AG2R-Citroën             | + 1'04"   |
| 7                   | Sven Erik Bystrøm | Intermarché-Circus-Wanty | + 1'06"   |
| 8                   | Antonio Tiberi    | Trek-Segafredo           | + 1'07"   |
| 9                   | Gorka Izagirre    | Movistar Team            | + 1'13"   |
| 10                  | Bryan Coquard     | Cofidis                  | z.t.      |
|                     |                   |                          |           |
| 25                  | Milan Vader       | Team Jumbo-Visma         | + 2'46"   |
| 39                  | Dries Devenyns    | Soudal-Quick Step        | + 7'34"   |

| Plaats      | Naam             | Ploeg                    | Punten |
| ----------- | ---------------- | ------------------------ | ------ |
| Groene trui | Michael Matthews | Team Jayco AlUla         | 61     |
| 2           | Simon Yates      | Team Jayco AlUla         | 57     |
| 3           | Jay Vine         | UAE Team Emirates        | 57     |
|             |                  |                          |        |
| 29          | Milan Vader      | Team Jumbo-Visma         | 8      |
| 31          | Gerben Thijssen  | Intermarché-Circus-Wanty | 7      |

| Plaats                | Naam                  | Ploeg                 | Punten |
| --------------------- | --------------------- | --------------------- | ------ |
| Bolletjestrui (blauw) | Mikkel Frølich Honoré | EF Education-EasyPost | 21     |
| 2                     | Jay Vine              | UAE Team Emirates     | 20     |
| 3                     | Simon Yates           | Team Jayco AlUla      | 18     |
|                       |                       |                       |        |
| 26                    | Tim van Dijke         | Team Jumbo-Visma      | 1      |

| Plaats     | Naam             | Ploeg                    | Tijd      |
| ---------- | ---------------- | ------------------------ | --------- |
| Witte trui | Magnus Sheffield | INEOS Grenadiers         | 16u08'38" |
| 2          | Antonio Tiberi   | Trek-Segafredo           | + 10"     |
| 3          | Hugo Page        | Intermarché-Circus-Wanty | + 54"     |

## Vrouwen
De Santos Women's Tour Down Under was aan zijn tiende editie toe, waarvan de zesde keer als meerdaagse wedstrijd. Deze editie werd verreden van 15 tot 17 januari. De slotetappe viel samen met de proloog van de Tour Down Under voor mannen. De Australische Grace Brown volgde Ruth Winder op.

### Deelname
Zes van de vijftien UCI Women's World Tour-ploegen namen deel, aangevuld met vijf continentale teams en twee nationale teams met elk zes rensters, uitgezonderd EF Education-TIBCO-SVB dat met vijf rensters aan de start verscheen, wat het aantal deelneemsters op 77 bracht.
| UCI World Tour teams                                                                                       | Overige teams |
| --- | --- |
| EF Education-TIBCO-SVB FDJ-Suez Human Powered Health Israel Premier Tech Roland Jayco AlUla Trek-Segafredo | Ara-Skip Capital Nieuw-Zeeland St Michel-Mavic-Auber 93 Team BridgeLane Team Coop - Hitec Products Team UniSA-Australia Zaaf Cycling Team |

### Klassementenverloop
| Etappe         | Winnares        | Algemeen klassement | Bergklassement  | Puntenklassement | Jongerenklassement |
| -------------- | --------------- | ------------------- | --------------- | ---------------- | ------------------ |
| 1              | Daria Pikulik   | Daria Pikulik       | Gladys Verhulst | Daria Pikulik    | Ally Wollaston     |
| 2              | Alexandra Manly | Alexandra Manly     | Amanda Spratt   | Alexandra Manly  | Henrietta Christie |
| 3              | Grace Brown     | Grace Brown         | Amanda Spratt   | Grace Brown      | Henrietta Christie |
| Eindklassement | Eindklassement  | Grace Brown         | Amanda Spratt   | Grace Brown      | Henrietta Christie |

1999 · 
2000 · 
2001 · 
2002 · 
2003 · 
2004 · 
2005 · 
2006 · 
2007 · 
2008 · 
2009 · 
2010 · 
2011 · 
2012 · 
2013 · 
2014 · 
2015 · 
2016 · 
2017 · 
2018 · 
2019 · 
2020  · 
2021-2022 · 
2023 · 2024 · 2025
Tour Down Under ·
Great Ocean Road Race ·
Ronde van de Verenigde Arabische Emiraten ·
Omloop Het Nieuwsblad ·
Strade Bianche ·
Parijs-Nice · 
Tirreno-Adriatico · 
Milaan-San Remo ·
Ronde van Catalonië ·
Classic Brugge-De Panne ·
E3 Saxo Bank Classic ·
Gent-Wevelgem ·
Dwars door Vlaanderen ·
Ronde van Vlaanderen ·
Ronde van het Baskenland ·
Parijs-Roubaix ·
Amstel Gold Race ·
Waalse Pijl ·
Luik-Bastenaken-Luik ·
Ronde van Romandië ·
Eschborn-Frankfurt ·
Ronde van Italië ·
Critérium du Dauphiné ·
Ronde van Zwitserland ·
Ronde van Frankrijk ·
Clásica San Sebastián ·
Ronde van Polen ·
BEMER Cyclassics ·
Renewi Tour ·
Ronde van Spanje ·
Bretagne Classic ·
GP van Quebec ·
GP van Montréal ·
Ronde van Lombardije ·
Ronde van Guangxi
Tour Down Under ·
Cadel Evans Great Ocean Road Race ·
Ronde van de Verenigde Arabische Emiraten ·
Omloop Het Nieuwsblad ·
Strade Bianche ·
Ronde van Drenthe ·
Trofeo Alfredo Binda-Comune di Cittiglio ·
Brugge-De Panne ·
Gent-Wevelgem ·
Ronde van Vlaanderen ·
Parijs-Roubaix ·
Amstel Gold Race ·
Waalse Pijl ·
Luik-Bastenaken-Luik ·
La Vuelta España Femenina ·
Itzulia Women ·
Ronde van Burgos ·
RideLondon Classic ·
Ronde van Zwitserland ·
Giro Donne ·
Tour de France Femmes ·
Ronde van Scandinavië ·
GP de Plouay-Bretagne ·
Simac Ladies Tour ·
Ronde van Romandië ·
Ronde van Chongming ·
Ronde van Guangxi
Afgelaste wedstrijden: The Women's Tour ·
Postnord Vårgårda WestSweden